# Taz (Musiker)
Taz (eigentlich Mattias Leimgruber) ist ein Schweizer Rapper.

## Leben und Wirken
Er ist unter anderem Gründungsmitglied der 1997 formierten Basel-Landschaftlichen Hip-Hop-Band TAFS. Nebst Veröffentlichungen und Liveauftritten mit seiner Band realisierte Taz verschiedene Projekte mit anderen Rappern und verfolgte auch eine Solokarriere. Hierbei veröffentlichte er die beiden Alben «Prestige» (zusammen mit Claud, Curse und Greis) sowie «Introspektion» und «Zum Glück» (Soloalben), mit denen er jeweils in die Schweizer Hitparade gelangte.